# Robert J. Sharer
Robert James Sharer (* 16. März 1940 in Battle Creek (Michigan); † 20. September 2012) war ein US-amerikanischer Altamerikanist und Maya-Forscher.

## Leben
Seine Eltern waren Robert E. Sharer und Jessie Tyler. Aufgewachsen ist er in East Lansing, wo sein Vater ein Evening College an der Michigan State University leitete.
Bei einem Ferienjob am Museum der Michigan State University weckte sein Chef, der Arktis-Experte Moreau Sanford Maxwell sein Interesse für Anthropologie. Während seiner Abschlussklasse 1960/61 an der Michigan State University wurde Sharer unerwartet für ein Woodrow Wilson Graduiertenstipendium nominiert. Der zum Abendessen eingeladene Loren Eiseley lud ihn an die University of Pennsylvania ein, wo er bei Bernard Wailes Archäologie studierte. Ein Grabungsprojekt mit Wailes in Cornwall überzeugte ihn, dass sein Interesse in der Archäologie läge. Unterbrochen von einem zweijährigen Militärdienst beendete er 1963 seine Ausbildung (M.A.). Unter Einfluss von Ruben E. Reina belegte Sharer einen Kurs in Maya-Ethnographie und ging nach Guatemala. Unter der Leitung von William Robertson Coe II fertigte er seine Doktorarbeit zu Coes Grabungssammlung von El Trapiche bei Chalchuapa an. 1968 wurde er an der University of Pennsylvania promoviert.
Während er von 1967 bis 1972 am Pitzer College lehrte, betrieb er 1968–1970  Feldforschung in Chalchuapa. Nachdem Linton Satterthwaite an der University of Pennsylvania 1972 in den Ruhestand gegangen war, wurde Sharer hier zunächst Assistenzprofessor für Anthropologie und Assistenzkurator am University of Pennsylvania Museum of Archaeology and Anthropology.
Fast 50 Jahre forschte er in Zentralamerika, darunter an den präkolumbianischen Maya-Stätten Quiriguá in Guatemala (1974–1979) und Copán in Honduras (1988–2003). Gordon Willey hatte ihn 1975 eingeladen, einen Masterplan für die Erforschung von Copán zu erstellen. 2004 wurde er als Mitglied in die American Academy of Arts and Sciences aufgenommen.
Mit seiner Frau Judith (Judy) K. Sharer hatte er drei Kinder. 1997 heiratete er Loa P. Traxler.